# Championnat d'Ouganda de football 2020-2021
Navigation
Edition précédente Edition suivante
La saison 2020-2021 du Championnat d'Ouganda de football est la 52e édition du championnat de première division ougandais. Les seize clubs engagés sont regroupés au sein d'une poule unique où ils s'affrontent à deux reprises, à domicile et à l'extérieur. En fin de saison, les trois derniers du classement sont relégués et remplacés par les trois meilleurs clubs de Big League, la deuxième division ougandaise.
Le Vipers Sports Club est le tenant du titre.

## Déroulement de la saison
Le championnat débute le 3 décembre 2020, le 19 juin 2021 lors de la 27e journée le championnat est arrêté à cause de la situation sanitaire dans le pays. Le 29 juin 2021, la fédération annonce la fin du championnat, l'équipe en tête, Express Football Club, est désignée championne d'Ouganda. L'équipe à la deuxième place, Uganda Revenue Authority SC, représentera le pays dans la coupe de la confédération comme la Coupe d'Ouganda interrompue au niveau des demi-finales ne sera jouée à son terme qu'avant la saison 2021-2022.
Les trois derniers au moment de l'abandon seront relégué.

## Participants
- Bul FC
- Busoga United FC
- Bright Stars FC
- Onduparaka FC
- Express Football Club
- Kampala City Council
- Wakiso Giants FC
- Police Football Club

- Uganda Revenue Authority SC
- Kyetume FC
- Villa Sports Club
- Kitara FC - Promu de D2
- Vipers Sports Club
- Uganda Peoples Defence Forces - Promu de D2
- MYDA FC (Malaba Youth Development Association FC) - Promu de D2
- Mbarara City FC

## Compétition

### Classement
Le classement est établi sur le barème de points classique (victoire à 3 points, match nul à 1, défaite à 0). Pour départager les égalités, on tient d'abord compte de la différence de buts générale, puis du nombre de buts marqués, puis des confrontations directes.
| Rang | Équipe                          | Pts | J  | G  | N  | P  | Bp | Bc | Diff |
| ---- | ------------------------------- | --- | -- | -- | -- | -- | -- | -- | ---- |
| 1    | Express Football Club           | 58  | 26 | 17 | 7  | 2  | 44 | 13 | +31  |
| 2    | Uganda Revenue Authority SC     | 57  | 26 | 17 | 6  | 3  | 41 | 18 | +23  |
| 3    | Vipers SC T                     | 56  | 26 | 17 | 5  | 4  | 56 | 21 | +35  |
| 4    | Kampala City Council            | 48  | 27 | 14 | 6  | 7  | 56 | 22 | +34  |
| 5    | Bright Stars FC                 | 42  | 27 | 11 | 9  | 7  | 40 | 27 | +13  |
| 6    | Police Football Club            | 40  | 27 | 11 | 7  | 9  | 50 | 31 | +19  |
| 7    | Mbarara City FC                 | 38  | 27 | 10 | 8  | 9  | 30 | 34 | -4   |
| 8    | Uganda Peoples Defence Forces P | 37  | 27 | 11 | 4  | 12 | 34 | 39 | -5   |
| 9    | Wakiso Giants FC                | 36  | 26 | 8  | 12 | 6  | 42 | 33 | +9   |
| 10   | Villa Sports Club               | 36  | 27 | 9  | 9  | 9  | 29 | 30 | -1   |
| 11   | Bul FC                          | 33  | 27 | 9  | 6  | 12 | 39 | 41 | -2   |
| 12   | Onduparaka FC                   | 28  | 26 | 8  | 4  | 14 | 25 | 45 | -20  |
| 13   | Busoga United FC                | 26  | 26 | 6  | 8  | 12 | 21 | 44 | -23  |
| 14   | Kyetume FC                      | 23  | 27 | 5  | 8  | 14 | 28 | 47 | -19  |
| 15   | MYDA FC P                       | 14  | 27 | 3  | 5  | 19 | 32 | 77 | -45  |
| 16   | Kitara FC P                     | 13  | 27 | 3  | 4  | 20 | 35 | 80 | -45  |

|  | Qualification pour la Ligue des champions de la CAF 2021-2022                        |
|  | Qualification pour la Coupe de la confédération 2021-2022                            |
|  | Relégation directe en Big League                                                     |
|  | T : Tenant du titre C : Vainqueur de la Coupe d'Ouganda 2021 P : Promu de Big League |

## Bilan de la saison
| Championnat d'Ouganda de football 2020-2021                        |                                     |
| Champion                                                           | Express Football Club (7e titre)    |
| Coupes et trophées                                                 |                                     |
| Vainqueur de la Coupe d'Ouganda 2020-2021                          | épreuve reportée                    |
| Qualifications continentales                                       |                                     |
| Ligue des champions de la CAF 2021-2022                            | Express Football Club               |
| Coupe de la confédération 2021-2022                                | Uganda Revenue Authority Sport Club |
| Promotions et relégations                                          |                                     |
| Promus en Championnat d'Ouganda de football                        | Arua Hill SC                        |
| Promus en Championnat d'Ouganda de football                        | Tooro United FC                     |
| Promus en Championnat d'Ouganda de football                        | Gaddafi FC                          |
| Relégués en Championnat d'Ouganda de football de deuxième division | Kyetume FC                          |
| Relégués en Championnat d'Ouganda de football de deuxième division | MYDA FC                             |
| Relégués en Championnat d'Ouganda de football de deuxième division | Kitara FC                           |